# KBS第1FM
KBS第1FM（朝鲜语：KBS 제1FM），或称KBS Classic FM。是韩国放送公社（KBS）对韩国国内广播的一个频道，主要播送古典音乐，使用FM广播。

## 历史
- 1979年4月2日 - 开始广播，使用频率为93.1MHz。
- 2007年5月1日 - 发射地点移动到冠岳山。

## 收听频率
首都圈地区
| 发射地 | 呼号    | 频率       | 发射功率 |
| 冠岳山 | HLKA-FM | FM 93.1MHz | 10kW     |

- 其他地区收听频率参考KBS地方局FM放送

## 节目时间表
- 04:54  《开始曲》（首都圈地区全部播放）
- 05:00  《两个美好的校友》
- 06:00  《新的清晨古典音乐》（首都圈地区、KBS原州放送局、KBS江陵放送局和KBS忠州放送局全部播放）※
- 07:00  《与FM出发》
- 11:00  《FM雅致村庄》（首都圈地区、KBS大田放送总局、KBS大邱放送总局、KBS釜山放送总局、KBS木浦放送局、KBS光州放送总局、KBS济州放送总局全部播放）
- 12:00  《生动的经典》
- 13:00  《KBS音乐室》
- 16:00  《乘着歌声的翅膀》（首都圈地区和KBS昌原放送总局全部播放）
- 17:00  《欢乐竞赛》（KBS釜山放送总局和KBS光州放送总局不播放）
- 18:00  《所有的音乐世界》（周一至周五）
- 18:00  《FM音乐指南》（周末）
- 20:00  《FM音乐现场》（周一至周五）
- 21:30  《友好的歌曲》
- 22:00  《你的小夜曲》
- 00:00  《音乐流行风》（周一至周五，KBS蔚山放送局不播放）
- 00:00  《爵士乐手册》（周末）
- 01:00  《商会之夜》

※其他放送局播放KBS第2FM的节目

## 关连项目
- 韩国放送公社（KBS）